# リフレッシュ@
『リフレッシュ@』とは、2007年10月1日から2014年9月26日まで大分放送（OBSラジオ）で放送されていたラジオ番組である。

## 概要
OBSラジオの平日11:00 - 13:00の時間帯はこれまで、「ちょるちょるワイド」の一部として放送されてきたが、2007年10月改編で「ちょるちょる」が終了し、代わって単独のリクエスト番組として開始されたのが当番組である。同日には「朝感ラジオ」「ごごらくワイド」も放送を開始している。
番組は7年間続き、2014年9月26日に放送を終了した。9月29日以降、11時台は「イチスタ☆」を、12時台は「氷川きよし節」「ドライバーズ・リクエスト」等のミニ番組を放送している。また、当番組終了後の平日リクエスト番組としての機能は「イチスタ☆」が担うこととなった。

## 放送時間
- 月～金曜 11:00 - 13:00（JST、120分）

例年1月1日が放送日に当たる場合は特別番組が、2日、3日が放送日に当たる場合は箱根駅伝中継がそれぞれ編成される為休止となっていた。

## パーソナリティ
- 北里典子

年末年始など北里が休演する場合、代理でOBSアナウンサーが出演するケースもあった。

## タイムテーブル
2014年9月時点。
- 11:00 - オープニング
- 11:25 - トピッカーHOT情報
- 11:40 - ランチリクエスト（企画ネット番組）
- 11:45 - ジャパネットたかた・ラジオショッピング
- 11:55 - OBSニュース（OBSアナウンサーが担当）
- 12:05 - NTT西日本ひかり・ミュージックカフェ
- 12:30
  - 月～木曜 - ラジオショッピング
  - 金曜 - OBSラジオショッピング
- 12:45 - こんなニュース見つけちゃいました
- 12:55 - エンディング

### 補足
- 聴取者からのメッセージ紹介やリクエスト紹介に時間の多くを充てていたため、OBSラジオの他のワイド番組と比較してコーナーそのものは少なかった。
- 時折ではあるものの、11:10頃にスタジオに歌手を招いてのゲストトークや電話インタビュー、あるいは歌手からの録音メッセージの紹介が企画されていた。
- ラジオショッピングについては11:10頃に挿入されたり、逆にタイムテーブル通りに放送がないこともあった。

| 大分放送（OBSラジオ） 平日のリクエスト番組 | 大分放送（OBSラジオ） 平日のリクエスト番組 | 大分放送（OBSラジオ） 平日のリクエスト番組 |
| 前番組                                     | 番組名                                     | 次番組                                     |
| ------------------------------------------ | ------------------------------------------ | ------------------------------------------ |
| ちょるちょるワイド （11:00 - 15:50）       | リフレッシュ@                              | イチスタ☆ （9:00 - 12:00）                 |

| スタブアイコン | サブスタブ | この項目は、まだ閲覧者の調べものの参照としては役立たない、ラジオ番組に関連した書きかけの項目です。この項目を加筆・訂正などしてくださる協力者を求めています（P:ラジオ/PJ:放送番組）。 |